# IPadOS 14
iPadOS 14 — второй крупный выпуск операционной системы iPadOS, разработанный Apple для линейки планшетных компьютеров iPad. Об этом было объявлено 22 июня 2020 года на Всемирной конференции разработчиков компании (WWDC) как о преемнике iPadOS 13, что сделало его второй версией iPadOS от iOS. Он был выпущен для публики 16 сентября 2020 года. 20 сентября 2021 года на смену ему пришла iPadOS 15.

## История

### Обновления
Первая бета-версия iPadOS 14 для разработчиков была выпущена 22 июня 2020 года, а первая общедоступная бета-версия — 9 июля 2020 года. iPadOS 14 был официально выпущен 16 сентября 2020 года. Публичного бета-тестирования версии 14.1 не проводилось.

### История версий
Список версий iPadOS для iPad
| Версия         | Сборка      | Дата релиза      |
| -------------- | ----------- | ---------------- |
| iPadOS 14.0 GM | 18A373      | 15 сентября 2020 |
| iPadOS 14.0    | 18A373      | 16 сентября 2020 |
| iPadOS 14.0.1  | 18A393      | 24 сентября 2020 |
| iPadOS 14.1    | 18A8395     | 20 октября 2020  |
| iPadOS 14.2 GM | 18B6091     | 30 октября 2020  |
| iPadOS 14.2    | 18B92       | 5 ноября 2020    |
| iPadOS 14.3    | 18C66       | 14 декабря 2020  |
| iPadOS 14.4    | 18D52       | 26 января 2021   |
| iPadOS 14.4.1  | 18D61       | 8 марта 2021     |
| iPadOS 14.4.2  | 18D70       | 26 марта 2021    |
| iPadOS 14.5    | 18E199      | 26 апреля 2021   |
| iPadOS 14.5.1  | 18E212      | 3 мая 2021       |
| iPadOS 14.6    | 18F72       | 24 мая 2021      |
| iPadOS 14.7    | 18G69 18G70 | 21 июля 2021     |
| iPadOS 14.7.1  | 18G82       | 26 июля 2021     |
| iPadOS 14.8    | 18H17       | 13 сентября 2021 |

## Функции

### Домашний экран

#### Виджеты
Слева от первой страницы в представлении «Сегодня» теперь есть новые переработанные виджеты. Можно добавлять виджеты с параметрами для маленьких, средних или больших виджетов, но виджеты больше нельзя сворачивать или разворачивать. Виджеты одинакового размера можно накладывать друг на друга и перемещать между ними для удобства; может быть размещен интеллектуальный стек, который автоматически показывает пользователю наиболее релевантный виджет в зависимости от времени суток. В отличие от iOS 14, виджеты нельзя размещать прямо на главном экране в iPadOS 14; это было разрешено только начиная с iPadOS 15.

### Компактный интерфейс
В iPadOS 14 был внесен ряд изменений, чтобы уменьшить визуальное пространство, занимаемое ранее полноэкранными интерфейсами; такие интерфейсы теперь появляются и зависают перед приложением, позволяя касаться (и, следовательно, многозадачности) приложения позади. Интерфейсы голосовых вызовов, включая Телефон, или другие сторонние приложения, такие как Skype, сделаны значительно тоньше и занимают примерно столько же места, сколько уведомление. Интерфейс Siri теперь тоже компактный.

### Поиск и Siri
Были внесены улучшения в функцию поиска на главном экране, включая усовершенствованный пользовательский интерфейс, средство быстрого запуска приложений, более подробный веб-поиск, ярлыки для поиска в приложении и улучшенные поисковые подсказки по мере ввода. Теперь появляется функция поиска, которая больше похожа на функцию поиска Spotlight в macOS.
Помимо того, что Siri стала компактнее, теперь она может отвечать на более широкий набор вопросов и переводить на большее количество языков. Пользователи также могут делиться своим ожидаемым временем прибытия с контактами и спрашивать велосипедные маршруты.

### Хранилище
В iPadOS 14 появилась возможность подключать зашифрованные внешние диски. Однако эта возможность ограничена дисками с шифрованием APFS. После подключения внешнего диска с шифрованием APFS к порту USB-C на iPad приложение «Файлы» отобразит внешний диск на боковой панели. При выборе диска пользователю будет предложено ввести пароль для разблокировки диска.

## Поддерживаемые устройства
Все устройства, поддерживающие iPadOS 13, также поддерживают iPadOS 14. К таким устройствам относятся:
- iPad Air 2
- iPad Air (3-го поколения)
- iPad Air (4-го поколения)
- iPad (5-го поколения)
- iPad (6-го поколения)
- iPad (7-го поколения)
- iPad (8-го поколения)
- iPad mini (4-го поколения)
- iPad Mini (5-го поколения)
- iPad Pro (все модели)